# Alessandro Bonci
Alessandro Bonci (Cesena, Romanya, 10 de febrer de 1870 - Viserba, Rímini, 10 d'agost de 1940) fou un tenor italià conegut internacionalment per la seva associació amb el repertori del belcanto. Va cantar en molts teatres famosos, incloent el Metropolitan Opera de Nova York, La Scala de Milà, al Covent Garden de Londres i al Gran Teatre del Liceu de Barcelona.
Alessandro Bonci va debutar a Parma el 1896, cantant el paper de Fenton a Falstaff de Verdi al Teatre Regio. Abans del final de la seva primera temporada va ser contractat per cantar a La Scala de Milà, on va debutar a I Puritani de Bellini. Van seguir altres actuacions per Europa, que inclogueren el Covent Garden el 1900, escenari en el qual hi tornà el 1903 i 1907-08. Durant diverses temporades va cantar al Gran Teatre del Liceu de Barcelona. El 3 de desembre de 1906, va fer el seu debut americà amb la Companyia d'Òpera de Manhattan, a Nova York, de nou amb l'òpera I Puritani. Va estar dues temporades amb l'empresa, convertint-se en un competidor popular d'Enrico Caruso, que era el principal rival a la Metropolitan Opera. Bonci es va unir a la Metropolitan Opera el 1908 i, el 1914, a l'Òpera de Chicago. També va realitzar una gira transcontinental dels Estats Units el 1910-11, oferint recitals de cançons.
Bonci va servir en l'exèrcit italià durant la Primera Guerra Mundial, després que la fi del conflicte va tornar a Amèrica per tres temporades. Va aparèixer de nou a la Metropolitan Opera, i va cantar a Chicago la temporada 1920-21. El 1922 i 1923 es va exercir com a tenor principal del Teatre Costanzi de Roma i va realitzar classes magistrals als Estats Units l'any següent. Després de 1925, Bonci va entrar en la jubilació parcial, dedicant-se principalment a l'ensenyament a Milà on entre d'altres alumnes tingué a Jacques Stückgold. Va morir a Viserba, Rimini, el 1940, a l'edat de 70 anys.